# La Ville-aux-Bois-lès-Pontavert
La Ville-aux-Bois-lès-Pontavert és un municipi francès situat al departament de l'Aisne i a la regió dels Alts de França. L'any 2007 tenia 119 habitants.

## Demografia

### Població
El 2007 la població de fet de La Ville-aux-Bois-lès-Pontavert era de 119 persones. Hi havia 44 famílies de les quals 4 eren unipersonals (4 homes vivint sols), 12 parelles sense fills, 20 parelles amb fills i 8 famílies monoparentals amb fills.
La població ha evolucionat segons el següent gràfic:
Habitants censats

### Habitatges
El 2007 hi havia 52 habitatges, 46 eren l'habitatge principal de la família i 6 eren segones residències. 48 eren cases i 2 eren apartaments. Dels 46 habitatges principals, 42 estaven ocupats pels seus propietaris i 4 estaven llogats i ocupats pels llogaters; 1 tenia dues cambres, 3 en tenien tres, 15 en tenien quatre i 26 en tenien cinc o més. 37 habitatges disposaven pel capbaix d'una plaça de pàrquing. A 18 habitatges hi havia un automòbil i a 24 n'hi havia dos o més.

### Piràmide de població
La piràmide de població per edats i sexe el 2009 era:
| Homes | Edats   | Dones |
| ----- | ------- | ----- |
| 0     | 95 o +  | 0     |
| 0     | 90 a 94 | 0     |
| 0     | 85 a 89 | 0     |
| 0     | 80 a 84 | 0     |
| 0     | 75 a 79 | 0     |
| 0     | 70 a 74 | 0     |
| 0     | 65 a 69 | 4     |
| 8     | 60 a 64 | 0     |
| 0     | 55 a 59 | 4     |
| 0     | 50 a 54 | 4     |
| 0     | 45 a 49 | 4     |
| 12    | 40 a 44 | 4     |
| 8     | 35 a 39 | 12    |
| 8     | 30 a 34 | 4     |
| 0     | 25 a 29 | 0     |
| 0     | 20 a 24 | 4     |
| 4     | 15 a 19 | 4     |
| 8     | 10 a 14 | 12    |
| 16    | 5 a 9   | 0     |
| 4     | 0 a 4   | 0     |

## Economia
El 2007 la població en edat de treballar era de 76 persones, 55 eren actives i 21 eren inactives. De les 55 persones actives 54 estaven ocupades (28 homes i 26 dones) i 1 aturada (1 dona i 1 dona). De les 21 persones inactives 8 estaven jubilades, 6 estaven estudiant i 7 estaven classificades com a «altres inactius».
Activitats econòmiques
Dels 5 establiments que hi havia el 2007, 1 era d'una empresa de comerç i reparació d'automòbils, 2 d'empreses d'hostatgeria i restauració, 1 d'una empresa financera i 1 d'una empresa immobiliària.
Els 2 serveis als particulars que hi havia el 2009 eren restaurants.
L'any 2000 a La Ville-aux-Bois-lès-Pontavert hi havia 3 explotacions agrícoles.

## Poblacions més properes
El següent diagrama mostra les poblacions més properes.